# やすきよの結婚します!
『やすきよの結婚します!』（やすきよのけっこんします）は、1979年（昭和54年）10月7日から1980年（昭和55年）9月28日までTBS系列局で放送されていた毎日放送製作のトークバラエティ番組である。放送時間は毎週日曜 14:00 - 14:30 （日本標準時）。全51回。

## 概要
日曜12:00枠で放送されていた『婚約診断スイッチON』が放送枠の移動とともにリニューアルした後継番組で、同番組から引き続き横山やすし・西川きよしが司会を務めていた。
このリニューアルで出場する婚約カップルを2組に減らし、カップルに対する診断も廃止してトーク主体の番組になった。また、番組後半で行っていた「愛のハネムーンルーレット」は、前期においては引き続き行われていたが、1980年4月からは新コーナーの「夢のスロットマシーン」に取って代わられた。

## 夢のスロットマシーン
1980年4月から番組後半で行われていたコーナーで、スロットマシンを使ってポーカーの役を作り、賞金を決めるというもの。このコーナーの開始に伴い、「ルーレット」時代の旅行の賞品は廃止された。
新婦がレバーを引いてスロットを回転させ、新郎が5つのリールを目押し。スロットには、「スペード」「ハート」「ダイヤ」「クラブ」「やすしまたはきよしの似顔絵」の5つのマークがアトランダムに並べられていた（リールごとに配置は異なる）。また、「似顔絵」（2列目と4列目にのみ存在）は「ワイルドカード」となっており、どんなマークの代用にもなれた（ポーカーのジョーカーと同じ）。
そして、出来た役に応じて賞金が贈られた。役と賞金の関係は以下の通り（○と●はペアになるマーク。×はそれ以外のマーク）。
- ワン・ペア（○○×××） - 5万円
- ツー・ペア（○○●●×） - 10万円
- スリー・カード（○○○××） - 20万円
- フル・ハウス（○○○●●） - 30万円
- フォー・カード（○○○○×） - 50万円
- フラッシュ（○○○○○） - 100万円